# Marek Leščák
Marek Leščák, né à Bratislava le 17 août 1971, est un scénariste slovaque.

## Biographie
Marek Leščák fait ses études supérieures de 1990 à 1994 à la Faculté de cinéma et de télévision de l'École supérieure des arts de la scène (en slovaque : Vysoká škola múzických umení v Bratislave, VŠMU) de Bratislava, au département de réalisation cinématographique. Il est actuellement professeur dans cet établissement (section de scénarios) et membre de son sénat académique.

## Filmographie (longs-métrages)
- 1995 : Le Jardin  (Zahrada) de Martin Šulík,
- 1997 : Orbis Pictus (en) de Martin Šulík,
- 1999 : Praha očima - histoire Obrázky z výletu
- 2005 : Slnečný štát (sk) (L'État ensoleillé)
- 2005 : My zdes (On est là) (en anglais : Here we are) de Jaroslav Vojtek - ce documentaire retrace l'histoire de Slovaques du Kazakhstan, qui, après 40 années passées au Kazakhstan ont décidé de rentrer en Slovaquie
- 2008 : Slepé lásky (Amours aveugles), documentaire de Juraj Lehotský
- 2009 : La Frontière (en) (en slovaque : Hranica) de Jaroslav Vojtek - histoire du village de Slemence, qui a été divisé en 1946 par la frontière entre l'Union soviétique et de la Tchécoslovaquie. Après soixante ans dans le village, la transition s'est faite, mais l'histoire n'est pas finie...
- 2011 : Le Tsigane (Cigán) de Martin Šulík
- 2012 : Až do mesta Aš (Jusqu'à la ville de Asch) de Iveta Grófová (sk)
- 2013 : Ďakujem, dobre (Merci, ça va) de Mátyás Prikler
- 2013 : Zázrak (Le Miracle) de Juraj Lehotský
- 2014 : Slovensko 2.0 (sk) - histoire Pohreb prezidenta (L'Enterrement du président) de Martin Šulík
- 2014 : Les Enfants (Deti) de Jaroslav Vojtek
- 2015 : Koza d'Ivan Ostrochovský[2].
- 2015 : Tak ďaleko, tak blízko (Si loin, si près) - documentaire sur la vie de familles ayant un enfant autiste de Jaroslav Vojtek[3].
- 2020 : Les Séminaristes d'Ivan Ostrochovský